# Storia della critica letteraria
Per parlare di storia della critica letteraria bisogna intendere o fondare un canone letterario di riferimento che assumendo valore lo distribuisce. L'amore di Dante per Virgilio, unito alla sua riflessione sulla lingua, principalmente svolta nel De vulgari eloquentia, sono il centro di quel distacco problematico dalla latinità e del nuovo giudizio critico. Quando Dante tesse le lodi degli 11 poeti invita il lettore a frequentarne direttamente i testi (II, VI 7), ponendo attenzione a questi più che ai loro autori, cercando di rendere stabile una legislazione poetica verso una "suprema contructio" che sembra alludere a una tecnica (e a una dignità orgogliosa da "miglior fabbri") speciale, la cui conoscenza è motivo di studio.
La parola latina più vicina a quella di "critico" è "censor", usata da Orazio e Ovidio, ma anche "iudex litteratus", locuzione apparsa in Vitruvio e meno noto "criticus", termine apparso in Cicerone. Anche Petrarca usò il termine di "iudex" da opporre a quello di "conditor" o autore, ma più che all'analisi metodica di opere altrui, era interessato alla precettistica e a difendere la metrica come norma e misura che mentre frena i sentimenti dell'autore li agevola attraverso il ritmo, lo stesso ritmo che poi muoverà il lettore alla dolcezza musicale.

## La "pre-critica"
Tradizione latina a parte, le prime attenzioni ai testi italiani da parte di altri testi italiani nascono contemporaneamente allo sviluppo del volgare, quando, per esempio Boccaccio legge Dante o i figli del grande poeta, Jacopo e Pietro, ne diffondono la Commedia commentata. D'altra parte, anche il De vulgari eloquentia o l'Epistola a Cangrande, sebbene in latino, s'occupano criticamente (ovverosia a livello di interpretazione) di letteratura italiana.
Anche Petrarca mostrerà subito attenzione filologica (se non si ammette che la stessa "imitazione" ne è in qualche modo una lettura critica), specialmente a Firenze, con gli studi di Cristoforo Landino o il Comento de' miei sonetti di Lorenzo de' Medici.
Nel XV secolo, umanisti quali Lorenzo Valla, Domizio Calderini o Giovanni Pontano, tra gli altri, si ponevano interrogativi circa vincoli e usi della poesia, soprattutto in chiave "pedagogica" (sebbene anche la pedagogia, intesa come scienza moderna dovesse ancora arrivare). Un grande professore (e poeta) come Angelo Poliziano deve essere a sua volta considerato un interprete e un critico (lo testimoniano i suoi Miscellanea). E con lui i vari Marsilio Ficino, Pico della Mirandola o appena dopo Gian Giorgio Trissino (che traduce in italiano il De vulgari eloquentia di Dante).
Il Discorso o dialogo intorno alla nostra lingua di Niccolò Machiavelli, sebbene circolasse (fino all'edizione del 1730) in forma manoscritta, e altre opere di Muratori o Gravina (e più tardi di Cesarotti) facevano della questione della lingua una forma di critica, o almeno di ricerca del metodo da applicare alla lettura di opere letterarie.
Di generi letterari si occupò anche Pietro Bembo (con le Prose della volgar lingua del 1525) e un poco tutti gli eruditi del XVI secolo che dibattevano intorno alla Poetica di Aristotele e alle idee di Platone (in qualche modo si possono prendere ad esempio di una rispettiva preferenza Ludovico Castelvetro e Iacopo Mazzoni).
Anche le polemiche sul Pastor fido di Battista Guarini rientrano nella nozione di critica prima della critica, ma il grosso degli interventi verteva ancora intorno a Dante e Petrarca (sul primo va considerata almeno la Esposizione di Bernardino Daniello e sul secondo gli "avertimenti" di Giulio Camillo Delminio). Tutto il secolo critico si può ridurre, semplificando un poco, alla ricerca di una "norma" e di un "canone" che la promuova.
Successivamente al centro della critica si è andata sistemando la discussione sul poema eroico, con la fortuna dell'Ariosto e del Tasso, le cui opere vennero ben presto commentate (per esempio da Giraldi Cinzio o da Simone Gentili). Lo stesso Tasso vi partecipò con i suoi Discorsi dell'arte poetica.
L'attività delle centinaia di accademie letterarie che sorgono sul territorio italiano in tutta l'età barocca, consiste nello speculare, imitare, discutere di letteratura come fosse un grande gioco sociale. Si inserisce in questo ambito anche un modo di comporre "consapevole" dell'aspetto retorico, come nei casi dei Ragguagli di Parnaso di Traiano Boccalini o dell'Adone di Marino e lo scatenamento delle secolari querelles tra classico e moderno, immaginario e realtà, aderenza o incongurenza rispetto ai modelli.
Tra le personalità di maggior rilievo si può indagare Emanuele Tesauro e Alessandro Tassoni, ma non si dovrebbe trascurare neanche Galileo, tra i primi a dare una chiave di lettura "scientifica" (anche se esplicitata in poche note) delle opere letterarie.
Se la riflessione teorica prende ancora grande spazio nel pensiero di studiosi quali Giovanni Mario Crescimbeni o Giovanbattista Vico (oltre ai citati Gravina e Muratori), con il XVIII secolo inizia la storiografia letteraria. Hanno tale impostazioni certe ricerche di Giacinto Gimma e Francesco Saverio Quadrio, ma soprattutto è il momento della Storia della letteratura italiana di Girolamo Tiraboschi, uscita in due edizioni di 14 (1772-81) e 16 (1787-94) volumi.
Con l'Illuminismo la ricerca della verità prende un nuovo slancio e si discute su questioni di buon gusto e di giudizio estetico come "facoltà" umane. Sotto l'influenza di opere dall'estero (Montesquieu, Addison, Burke, o il sensismo di Condillac ecc.) scende in campo la critica di Saverio Bettinelli o Ignazio Martignoni, o si allena il pensiero di un poeta come Giuseppe Parini (che privilegia con il suo Discorso sopra la poesia la funzione poetica del "diletto" e del movimento degli affetti).
La questione della lingua continua nelle opere di Francesco Algarotti, quello del confronto con l'antico nel Saggio sopra la favola (1786) di Aurelio de' Giorgi Bertola, ma soprattutto la critica trova posto, accanto all'espansione del giornalismo periodico, su riviste come Il Caffè e la Frusta letteraria, dirette rispettivamente da Pietro Verri e Giuseppe Baretti.
Un altro sviluppo della critica (nel secolo di Metastasio, Goldoni ed Alfieri) si va esercitando sul teatro, come in Del verso tragico (1710) di Pier Jacopo Martello o nei trattati di Scipione Maffei e Giuseppe Gorini Corio. In questo ambito vanno ascritte anche le polemiche di Gasparo Gozzi.

## Il primo Ottocento
All'inizio del XIX secolo, tra romanticismo e classicismo, si apre la polemica della purezza della lingua (è l'epoca delle conquiste napoleoniche e dell'Impero austriaco). L'Accademia della Crusca giunge alla quinta edizione del suo vocabolario (coordinata da Vincenzo Monti) e si rinnova. Al dibattito partecipano tutti i maggiori letterati del tempo, da Foscolo a Leopardi, da Manzoni al Monti, includendo intellettuali come Antonio Cesari, Basilio Puoti, Giulio Perticari, Gino Capponi, Niccolò Tommaseo o Pietro Giordani, più o meno in odore di resistenza e rifondazione della libertà di pensiero italiano (angolatura resa ancora più evidente negli interventi critici di Giuseppe Mazzini, Carlo Tenca o Carlo Cattaneo).
Tra le riviste si segnalano "Il Conciliatore", "Biblioteca Italiana", "Antologia" (1821-32) di Vieusseux, o il "Politecnico" di Cattaneo, tra le storie della letteratura, le opere di Paolo Emiliani Giudici, Cesare Cantù, Luigi Settembrini, e soprattutto di Francesco De Sanctis.

## Francesco De Sanctis
La moderna critica letteraria italiana inizia con Francesco De Sanctis (1817-1883).
De Sanctis accompagnava agli studi letterari un'intensa attività politica (fu parlamentare e più volte Ministro della pubblica istruzione nei primi anni del Regno d'Italia). In lui, infatti, il lavoro di letterato si unisce sempre a un fervido impegno civile, che all'indomani dei moti risorgimentali sgorga dalla necessità di definire l'identità politica e intellettuale della nuova Italia. La sua produzione di uomo di lettere ha lasciato ai posteri molti saggi critici e un'imponente Storia della letteratura italiana, con la quale tenta di colmare un vuoto che avverte come non più tollerabile: la mancanza di una storia letteraria italiana che presupponga "una filosofia dell'arte", ma che sia anche "storia esatta della vita nazionale", e insieme "storia della lingua e delle forme".
Per De Sanctis la parola nelle opere letterarie ha sempre al suo interno un'idea, un contenuto, perché le parole sono "specchio del pensiero". Allo stesso tempo il contenuto non è trasposto nell'opera come concetto astratto, ma viene trasfigurato in una forma che lo rende vivo, cioè che dà espressione al contenuto stesso, rendendolo artistico.
Da questa visione della natura dell'arte discende anche il compito del critico: le parole, cioè la forma, non devono essere valutate in base a criteri estetici esteriori, come faceva il purismo, perché altrimenti si manca di cogliere l'idea che vi sta dietro.
Ugualmente il critico deve guardarsi dagli eccessi di contenutismo ed evitare di giudicare se il contenuto di un'opera sia "vero o falso, importante o frivolo, morale o immorale, utile o dannoso", perché queste sono categorie estranee allo studio della letteratura come fatto in sé, cioè come fatto essenzialmente artistico e formale, che deve essere valutato in base a criteri indipendenti da altri, e interni alla sua natura.
Ecco come lo stesso De Sanctis spiega la propria idea dell'arte letteraria e della critica che ad essa si deve applicare:
E per contrario, il contenuto può essere immorale, o assurdo, o falso, o frivolo; ma, se in certi tempi e in certe circostanze ha operato potentemente nel cervello dell'artista ed è diventato una forma, quel contenuto è immortale. Gli dèi d'Omero sono morti: l'Iliade è rimasta. Può morire l'Italia, ed ogni memoria di Guelfi o Ghibellini: rimarrà la Divina Commedia. Il contenuto è sottoposto a tutte le vicende della storia; nasce e muore: la forma è immortale.»
(Francesco De Sanctis, Opere, Torino, Einaudi, 1960, vol. VII)
L'arte non diventa tuttavia qualcosa di mistico, generato dallo "spirito" (termine centrale della filosofia e dell'estetica romantica) e svincolato da ogni tipo di determinazione materiale.
Al contrario, la forma in sé quasi non è comprensibile se non risale a quella che De Sanctis chiama la "base".
Il compito del critico "scientifico" è considerato quello di approfondire la genesi di un'opera ma al tempo stesso considerarla come produzione indipendente e autonoma dalla realtà; guardare al contenuto ma solo come a un elemento generatore della forma; considerare lo stile come essenza dell'arte, ma senza scivolare in una letteratura puramente estetizzante.
De Sanctis getta le basi di alcuni filoni principali della critica moderna, la quale si svilupperà, per esempio, come critica stilistica, sociologica, psicologica a seconda dell'ingrediente del fatto artistico a cui verrà data maggiore importanza.

## La critica positivistica e il "metodo storico"
Alla fine dell'Ottocento si sviluppò la critica positivistica, con Giosuè Carducci, professore e critico, oltre che poeta. La critica di ispirazione positivistica si staccò dalla concezione desanctiana, sottoponendo la letteratura a una interpretazione di tipo meccanicistico e deterministico (considerando cioè l'opera come conseguenza necessaria, determinata in maniera meccanica, dalle circostanze storico-geografiche e socio-ambientali: la "razza", il "luogo" e il "momento", come sosteneva il critico francese Hippolyte Taine, 1828-1893).
Al di là delle più grossolane giustificazioni sociologiche e antropologiche (ricavate ad esempio dalle teorie di Lombroso), la critica positivistica in Italia trovò espressione nel metodo cosiddetto "storico", in quanto si proponeva di rimanere rigorosamente fedele alla storicità del fatto letterario. Il Giornale storico della letteratura italiana, rivista fondata nel 1883, fu l'organo di questa tendenza. Scarsamente sensibile ai valori dell'espressione e dell'originalità artistica, la critica "storica" rifiutava un approccio soggettivo ai testi, a favore di un'analisi che si pretendeva rigorosamente scientifica e "oggettiva". In questo senso si dedicò soprattutto all'analisi degli aspetti filologici e all'individuazione delle fonti del testo letterario, privilegiando la ricerca di documenti e l'impegno erudito.

## Benedetto Croce
Le idee di De Sanctis furono riprese, in reazione alla critica positivistica, da Benedetto Croce (1866-1952), il quale le organizzò in un vero e proprio sistema etico-filosofico, con cui portò alle estreme conseguenze il concetto dell'autonomia dell'arte, influenzando lo studio della letteratura italiana fino agli anni cinquanta.
Il rovesciamento delle posizioni positivistiche venne operato da Benedetto Croce (1866-1952) nella sua Estetica come scienza dell'espressione e linguistica generale (1902). Definita, sul piano filosofico, come una categoria autonoma della vita dello spirito, l'arte fu considerata avere come fine la conoscenza dell'individuale. Il suo mondo era costituito, secondo Croce, da "immagini" o "intuizioni pure a priori": "a priori", perché la loro essenza si realizza prima e al di fuori di ogni spiegazione concettuale; "pure", in quanto separate dalle altre forme della vita dello spirito (la logica, l'economia e l'etica), che si sviluppano in modo indipendente fra di loro. L'arte appartiene al campo dell'assoluta fantasia; dal momento che l'espressione si identifica con l'intuizione, essa si realizza indipendentemente dagli strumenti e dalle tecniche (la lingua per la poesia, il colore per la pittura, i materiali architettonici per l'architettura, ecc.) che permettono la sua realizzazione pratica e la possibilità di tramandarla. Il linguaggio si immedesima così e si risolve nel significato estetico e l'arte, nella sua essenza profonda, non può essere spiegata al di fuori di se stessa.
L'arte, intesa come "liricità" ed espressione del sentimento, deve quindi essere separata da tutti gli elementi estranei ("allotri"), che pure rientrano nella composizione di un testo letterario. Tali elementi sono formati dalle parti oratorie, dottrinali, propagandistiche, morali, ecc., che rappresentano la cosiddetta "struttura", una specie di impalcatura nella quale può - o non può - germinare la "poesia". Infine, se la poesia vive di momenti individuali e irripetibili, non collegabili né comunicanti fra loro, diventa impossibile, a rigore, parlare di una storia letteraria, a meno di usare questa formula per scopi esclusivamente didattici e manualistici.
La forma ottimale della ricerca interpretativa è costituita invece dal saggio monografico, mentre il suo compito specifico resta quello di pervenire a un "giudizio di valore" estetico, che distingua la "poesia" dalla "non poesia". Una rigorosa applicazione di questi princìpi ha portato Croce a fraintendere non poche esperienze letterarie, soprattutto per quanto riguarda la loro concezione unitaria. Il valore e il significato della Divina Commedia, ad esempio, vengono ridotti ai singoli momenti o frammenti poetici, con una spiccata incomprensione della "struttura" allegorica e concettuale del poema. A loro volta i Promessi sposi vengono giudicati negativamente come un'"opera oratoria", e perciò lontana dalla vera "poesia".
Pur senza rinunciare ai fondamenti della sua concezione, Croce precisò in seguito il suo pensiero, sia per adeguarlo all'approfondirsi dei problemi, sia per rispondere alle obiezioni degli avversari. Tali sviluppi sono documentati dal Breviario di estetica (1913), dall'Aesthetica in nuce (1929) e, soprattutto da La poesia (1936), in cui la "struttura" divenne nuovamente oggetto di considerazione.
Rispetto alla formulazione originaria, inoltre, l'essenza dell'arte viene a coincidere, nel saggio Il carattere di totalità dell'espressione artistica (1918), con un sentimento di "cosmicità", in cui singolare e universale si illuminano e si esaltano reciprocamente. In questo modo Croce si preoccupava anche di far tacere l'accusa di frammentismo attribuita alla sua estetica, ribadendo la sua estraneità alle poetiche contemporanee e recuperando una lezione di equilibrio di impronta classica. Dopo un iniziale interesse, il rifiuto del Decadentismo e dei movimenti d'avanguardia si fece radicale (in un saggio del 1907 la produzione letteraria di Fogazzaro, Pascoli e D'Annunzio venne accusata di "insincerità").
Con l'affermazione del fascismo, Croce si chiuse in un pressoché assoluto riserbo. La difesa dei valori del passato, di una integrità anche morale da opporre alla malattia presente, lo indusse a rispecchiarsi nei rari scrittori in cui riteneva possibile individuare quel senso di "totalità" e pienezza di vita teorizzato in sede estetica (l'Ariosto, ad esempio, poeta dell'"armonia cosmica"), mentre il Carducci gli apparve come l'ultimo esponente di una valida tradizione letteraria.

## L'eredità di Croce
L'autonomia assoluta dell'arte conduceva in ultima analisi alla negazione di ogni metodo critico "scientificamente" inteso: oggetto della riflessione del critico doveva essere, secondo Croce, capire se l'arte è arte, e tale giudizio non veniva ritenuto dimostrabile, perché considerato intuitivo, proprio come pura intuizione veniva ritenuta la creazione artistica. Inoltre Croce affermava che la poesia c'è, non c'è bisogno di dimostrarla, si "sente"; e per sentirla è necessario il gusto, vale a dire un'adeguata sensibilità.
L'estetica crociana, riducendo l'atto critico a un giudizio intuitivo di valore, determinava l'assenza, nei fatti, di un metodo e di strumenti precisi. Tuttavia portò nel lavoro della critica innovazioni positive.
Croce costrinse a eliminare giudizi sull'opera basati su elementi estrinseci, come la moralità o le idee dell'autore, o su modelli letterari fissi, a cui accostare il testo analizzato. Al di là dei giudizi di merito sui singoli autori a cui il filosofo-critico approdò, mise al centro della sua analisi i rapporti di coerenza interna fra i vari elementi del testo, leggendo stile e contenuto in una unità organica. Croce ha dato un'indicazione chiara sul compito del critico di mettere in rilievo il tema, il motivo conduttore di un'opera.
In generale, la teoria crociana sull'impossibilità di ricondurre la natura dell'opera a qualsiasi elemento esterno ad essa pose le basi per un principio fondamentale che venne in seguito ampiamente ripreso dalla critica contemporanea, sebbene spogliato di tutti i presupposti idealistici e spirituali: la centralità del testo come fulcro di qualsiasi giudizio critico.

## I post-crociani
Dalla complessità degli elementi del pensiero di Benedetto Croce scaturirono diverse correnti della critica italiana del Novecento. Sostanzialmente tutti i nomi più importanti furono, in qualche modo, anche per opposizione polemica, legati alla sua lezione. I primi e più vicini a lui furono Attilio Momigliano (1883-1952) e Francesco Flora (1891-1962). Per il primo non esiste una vera metodologia critica: tutto è demandato all'intuito personale del critico-lettore, capace di "trasferirsi nelle anime più disparate"; il secondo riprese il concetto crociano della parola poetica più vicina al linguaggio intuitivo e primigenio, dove lo spirito torna alle sue origini.
Tra i critici che si formarono in ambito crociano per poi sviluppare una posizione autonoma dal maestro vi sono Luigi Russo e Natalino Sapegno, e a seguire, fra gli allievi del Russo, Walter Binni, Giovanni Getto e Ettore Bonora.
Luigi Russo (1892-1961), accusò Croce di avere, con l'autonomia del valore estetico, staccato l'arte dalla vita. Secondo Russo i valori estetici non avrebbero potuto essere scissi da altri valori, in particolare quelli morali, e avanzò il concetto di poetica che fu poi ripreso e approfondito da Binni. Il contributo importante di Russo, pur rimanendo nell'ambito della critica idealistica e confermando la distinzione tra "poesia" e "non-poesia", fu ritenuto quello di far rientrare nella lettura dell'opera il contesto e il mondo, sia sociale che culturale, dello scrittore. Ciò che sta fra la poesia e la non-poesia, cioè gli elementi razionali ed ideologici, è la poetica di un autore, che racchiude le sue intenzioni e i suoi valori.
Da qui prese le mosse anche Walter Binni (1913-1997), per il quale compito del critico sarebbe cogliere il divario fra la poetica (il "programma" di un autore, l'insieme dei suoi temi e delle sue idee) e la poesia, cioè la realizzazione del programma. Nei suoi studi, Binni diede sempre un grande rilievo proprio alla poetica, considerata essere un insieme di significati dovuti sia all'impersonalità artistica dell'autore, sia alla tensione e ai motivi di un'epoca, significati ideali che il critico deve spiegare.

## Critica idealistica e critica storica
Pur non essendo mancate, nell'ambito della critica idealistica, ulteriori distinzioni (basti ricordare il nome del filosofo Giovanni Gentile, 1875-1944), l'estetica crociana svolse, nella prima metà del Novecento, un ruolo di rilievo, sia nel campo della critica giornalistica e militante, sia in quello della critica accademica. Ad essa aderirono molti docenti universitari del periodo fra le due guerre e oltre, diffondendo la lezione di Croce, ma anche impegnandosi a superare alcune sue preclusioni. Riprese vigore il progetto delle storie letterarie, di cui furono autori Eugenio Donadoni (1870-1924) e Attilio Momigliano (1883-1952), Francesco Flora (1891-1962) e Natalino Sapegno (1901-1990). Luigi Russo (1892-1961), che si richiamava al Gentile e al De Sanctis dell'impegno politico, insisteva sulla concretezza storico-culturale dell'attività letteraria; Mario Fubini (1900-1977) integrò la formazione crociana con l'interesse per i problemi dello stile e lo studio delle forme metriche (Metrica e poesia, 1962).
Parallelamente proseguì l'attività della critica storica, che, ampliando gli orizzonti del positivismo ottocentesco e aprendosi alla nuova sensibilità estetica, mantenne viva la ricerca filologica ed erudita, ricavando dalla storia nuovi orizzonti di lettura. Particolarmente significativa fu in questo senso l'attività di alcuni studiosi di letterature comparate: da Luigi Foscolo Benedetto a Pietro Paolo Trompeo, da Ferdinando Neri a Leonello Vincenti, a Ladislao Mittner, Mario Praz, Giovanni Macchia, includendo anche Giuseppe Antonio Borgese (che ha tenuto sempre gli autori di cui si è occupato in un "mondo secondo" di cui l'opera e chi la scrive non sono che una parte).
Ma è soprattutto con Carlo Dionisotti (1908-1998) che il rinnovato metodo storico, nell'ambito dell'italianistica, raggiunse una più matura formulazione. Rifiutando le generiche definizioni, non solo manualistiche, di una letteratura nazionale, Dionisotti ricondusse l'analisi delle esperienze letterarie alle loro concrete dimensioni storico-geografiche, spostando l'attenzione all'interno di culture più specificatamente determinate e di un preciso statuto dei gruppi intellettuali. Su queste basi, in un saggio famoso del 1951, Geografia e storia della letteratura italiana propose un modello di storiografia che si opponeva alla linea unitaria nazionale tracciata dal De Sanctis.

## Antonio Gramsci
La necessità avvertita dall'idealismo italiano, di trasferire su un terreno storicamente più concreto le indicazioni crociane relative al concetto di "poesia" condusse parallelamente ad un incontro col marxismo. Opponendosi a ogni separazione fra teoria e prassi, Antonio Gramsci (1891-1937) rifiuta di fatto la nozione di autonomia dell'arte; anche la letteratura rientra per lui nella finalità di un programma politico, che vede l'intellettuale impegnato in un processo di rinnovamento e di trasformazioni sociali. Il valore dell'arte si riconosce non nella sua accezione di intuizione assoluta o di espressione individuale (come mostrano anche le sue polemiche contro l'ermetismo e ogni forma di poesia pura), ma soprattutto nell'efficacia dell'azione svolta nei riguardi del pubblico. In questo senso la letteratura deve farsi portatrice di istanze progressiste, alleandosi alle forze della storia, che si battono per una modificazione dei rapporti di classe.
In quest'ambito Gramsci elabora il concetto di una letteratura "nazionale-popolare", che, risalendo alla riflessione romantica del primo Ottocento, diviene il cardine della sua concezione. Tale nozione gli consente anche di recuperare il nome di De Sanctis, identificando in lui, contro l'interpretazione di Croce, un esempio ancora attuale di impegno civile e politico.
Le osservazioni di Gramsci sulla letteratura si trovano sparsamente annotate nei cosiddetti Quaderni del carcere, scritti negli anni della prigionia fascista e pubblicati dopo l'ultima guerra. Gramsci osserva, in particolare, che in Italia è sempre mancata un'autentica cultura nazionale e popolare, perché il concetto di "nazione", inteso in senso aristocratico e classista, non sarebbe mai coinciso con quello di "popolo". L'intellettuale italiano, educato da una lunga tradizione umanistica e retorica, è sempre rimasto estraneo alle richieste culturali delle masse, mostrandosi incapace di interpretarne le esigenze e i bisogni reali. Gramsci rivolge particolare attenzione ai generi letterari di più larga diffusione, tradizionalmente giudicati inferiori (il romanzo d'appendice, ad esempio, che veniva pubblicato a puntate sui quotidiani), e alle istituzioni culturali (il giornalismo, l'editoria, il teatro), che possono influire sulle scelte ideologiche e promuovere l'educazione del pubblico.

## Sviluppi della critica marxista
Nell'ambito della critica sociologica si può ricondurre anche, sebbene in modi originali e peculiari, la critica ispirata al marxismo. Pur senza aver formulato una teoria organica e sistematica, Marx ed Engels hanno fornito non pochi spunti per una impostazione del problema, che rientrano nell'ambito più generale della loro concezione filosofica (il materialismo storico e dialettico).
L'arte è una delle forme dell'«ideologia» (come la filosofia e la morale, il diritto e la politica), intesa per lo più come «falsa coscienza», ossia come visione spesso distorta e falsificata della realtà. Le varie ideologie, anche quando si presentano come verità assolute, hanno sempre un valore storicamente relativo, risultando l'espressione di determinati interessi di potere e di classe: «le idee dominanti», in altri termini, «sono le idee della classe dominante». In questo senso l'intera ideologia (definita anche «sovrastruttura») dipende dalle condizioni economiche e sociali, la «struttura», che risulta, «in ultima analisi» (Engels), l'elemento determinante e decisivo delle trasformazioni storiche: «con il cambiamento della base economica si sconvolge più o meno rapidamente tutta la gigantesca sovrastruttura». Tale dipendenza non è tuttavia meccanica (di qui la polemica contro il positivismo e il sociologismo deterministico), ma dialettica; essa deve tenere conto di diverse e complesse mediazioni, nelle quali la «sovrastruttura» può a sua volta reagire positivamente sulla stessa «struttura».
Da questa impostazione del rapporto letteratura-società è derivata la teoria del «rispecchiamento» e del cosiddetto «realismo socialista», che, nell'interpretazione di Andrej Ždanov (1896-1948), durante il periodo staliniano, finì per coincidere con la rappresentazione positiva dei valori del comunismo sovietico. Contro questa interpretazione dogmatica e riduttiva (gli stessi Marx ed Engels si erano chiaramente pronunciati a sfavore di un'arte a tesi, propagandistica e di partito), il filosofo e teorico dell'arte, l'ungherese György Lukács (1885-1971), ricollegandosi a Hegel e allo storicismo romantico tedesco, elaborò una particolare nozione di «realismo critico», inteso come «rispecchiamento» della realtà nelle sue forme «tipiche», sintesi di «particolare» e di «universale», di «fenomeno» e di «essenza». Il «realismo» teorizzato di Lukács è di tipo problematico e dialettico, proponendo di cogliere, attraverso la letteratura, le forze complesse che regolano il divenire della storia. In questa direzione Lukács ha esaminato la grande tradizione realistica dell'Ottocento, dal romanzo storico di Walter Scott a quello contemporaneo di Balzac.
Un rovesciamento delle posizioni della critica marxista tradizionale, e gramsciana nella fattispecie, è stato operato da Alberto Asor Rosa (nato nel 1933), che, in Scrittori e popolo (1965), ha sottolineato il carattere provinciale, piccolo-borghese e retrogrado, della letteratura italiana fra Ottocento e Novecento. Alle soluzioni populiste da essa variamente perseguite, Asor Rosa ha contrapposto l'arte grande-borghese di scrittori come Kafka, Joyce, Proust e Musil, che hanno espresso, portandola fino alle estreme conseguenze, la crisi dei valori e della coscienza europea. A questi scrittori si possono affiancare, in Italia, di nomi di Verga, Svevo, Montale e Gadda, che non si sono allineati al progressismo e al neorealismo. Oltre che in Scrittori e popolo, l'ideologia della nuova sinistra si è riconosciuta nell'attività saggistica di Franco Fortini (nato nel 1917), il cui atteggiamento fortemente antidogmatico e anticonformista, da un'interpretazione in senso umanistico del pensiero lukásiano, si è infine richiamato ai teorici della scuola sociologica di Francoforte. Le riflessioni di questi critici, e in particolare di Walter Benjamin (1892-1940), Max Horkheimer (1895-1973) e Theodor Adorno (1903-1969), hanno proposto la cultura di massa. In tale ambito, la vera arte rivoluzionaria è quella d'avanguardia, in quanto sottolinea e denuncia l'alienazione dell'uomo e l'orrore del mondo contemporaneo, con lo sforzo di affrancarsene attraverso il rifiuto e l'utopia. In Discorso su lirica e società, scritto da Adorno e raccolto nelle sue Note sulla letteratura, la lirica moderna viene indicata come una testimonianza sociologica esemplare, per quel senso di fuga e nostalgia che esprime il disadattamento dello scrittore, la tragicità della sua condizione esistenziale. Alla dialettica positiva del marxismo tradizionale si sostituisce così una dialettica negativa, come segno non reversibile di soffocamento e impotenza.

## Lo stile e la critica delle varianti
Il superamento dell'estetica crociana e le "revisioni" cui è stata sottoposta hanno ricondotto l'attenzione sugli aspetti linguistici, stilistici e tecnici, dell'opera letteraria, che nel sistema di Croce erano inglobati e risolti in una più generale considerazione di valori estetici. Sin dai primi anni del Novecento, questa riduzione semplificatrice ha provocato resistenze e opposizioni. Fondamentali, in proposito, sono le indicazioni offerte da Renato Serra (1884-1915), che, nell'articolo Per un catalogo (1910) dichiarò polemicamente la sua discendenza da Carducci anziché da Croce, e in particolare da Carducci studioso del linguaggio poetico e delle forme metriche. Anche Serra mostra uno spiccato interesse per lo stile e la tecnica, esercitandosi su quegli autori contemporanei che Croce aveva liquidato: è il caso di Pascoli, D'Annunzio, ma anche di Gozzano.
Alla complessa personalità di Serra, attento anche ai problemi del mercato librario (Le lettere, 1914) e al ruolo dell'intellettuale (Esame di coscienza di un letterato, 1915), si può ricollegare l'esercizio interpretativo di Giuseppe De Robertis (1888-1963), che fu, dal 1914 al 1916, direttore della «Voce», alla quale impresse un indirizzo esclusivamente letterario. Nei saggi pubblicati sulla rivista, il De Robertis insiste sulla ricerca della parola poetica, della sua pronuncia e scansione, in una comunanza espressiva che riguarda gli antichi e i moderni, da Poliziano a Salvatore Di Giacomo. Agli anni quaranta appartengono gli interventi sulle "varianti" di Ungaretti e sull'autografo leopardiano di A Silvia, ai quali occorre aggiungere quelle sul Fermo e Lucia, da lui considerato in rapporto con i Promessi sposi. Croce parlò spregiativamente, in proposito, di una "critica degli scartafacci" (la definizione verrà polemicamente impugnata da Contini), rifiutando così, nel nome della sua idea di "intuizione" poetica, l'analisi delle diverse stesure attraverso cui si giunge alla forma definitiva dell'opera letteraria, alla costituzione del testo. In una considerazione della poesia e dell'arte come formazione e non solo come risultato, le "varianti" diventano invece un luogo privilegiato dell'esercizio interpretativo, in quanto permettono di ripercorrere, in modo dinamico e mediante verifiche concrete, il processo di elaborazione testuale, con il modificarsi e precisarsi delle intenzioni dell'autore. Il discorso del De Robertis non mira alla costituzione di un testo critico, ma alla valorizzazione di tutte le componenti espressive dell'opera, anche di quelle modificate o scartate. Contributi fondamentali, teorici e pratici, alla critica stilistica si devono a Mario Fubini (1900-1977), i cui scritti teorici sono compresi nel volume Critica e poesia (Bari, Laterza, 1966).
A questo metodo di lettura ha dato inoltre un contributo decisivo Gianfranco Contini (1912-1990), che, pur senza rinunciare del tutto al magistero crociano e desanctiano, ha proposto un metodo di lettura filologico-stilistica integrale. Un esempio per tutti è dato dall'intervento sulla canzone leopardina A Silvia (1947), in cui, muovendo dall'analisi delle varianti condotta da De Robertis, Contini giunge alla definizione di un "sistema" formale che precorre le indagini che possono essere collegate alla critica strutturalistica. Successivamente l'attenzione si è concentrata sui linguaggi della prosa e della poesia che vanno al di là della norma, della media dell'uso linguistico prevalente, raggiungendo esiti di distorsione stilistica e di deformazione espressiva. L'applicazione delle opposte categorie del "plurilinguismo" e del "monolinguismo", ricondotte ai nomi di Dante e Petrarca, supera il piano dell'analisi di singoli autori e correnti, per diventare il criterio guida attraverso cui viene ripercorso l'intero svolgimento della letteratura italiana.

## Giacomo Debenedetti e la critica psicoanalitica
Una delle esperienze centrali all'interno della critica italiana novecentesca rimane quella di Giacomo Debenedetti. Quest'ultimo, nelle serie dei Saggi critici pubblicati in vita e nei quaderni universitari usciti postumi, muovendo da un'iniziale tensione rispetto al grande modello crociano approda a una sintesi fra teoria marxista e suggestioni psicoanalitiche. I testi di Debenedetti si segnalano peraltro per una singolare maestria di scrittura, per la quale Contini ebbe a definirlo: "Il primo critico italiano di questo secolo, il solo forse che al servizio del genere critico abbia piegato le qualità di un vero scrittore".
Il magistero dei Debenedetti ha lasciato una traccia profonda sulla generazione successiva di studiosi. Fra i suoi allievi si segnalano Mario Lavagetto e Alfonso Berardinelli.

## Gli orientamenti della critica contemporanea
Ricollegandosi alla tradizione del "metodo storico", la filologia si è affermata come strumento in grado di comprendere e illustrare il percorso storico e creativo dell'opera. Nel vario interagire della filologia con altri metodi critici è da segnalare l'attività di studiosi come Salvatore Battaglia (1904-1971), Giovanni Nencioni (1911-2008), Vittore Branca (1913-2004), Lanfranco Caretti (1915-1995), Giorgio Petrocchi (1921-1989), Gianfranco Folena (1920-1991), Domenico De Robertis (nato nel 1921), Dante Isella (1922-2007), Aurelio Roncaglia (1917-2001) e Pier Vincenzo Mengaldo (nato nel 1936). Al Petrocchi e al Branca si devono le fondamentali edizioni critiche della Divina Commedia e del Decameron.
Il Corso di linguistica generale del ginevrino Ferdinand de Saussure (1857-1913) opera un rinnovamento di metodo per l'analisi dei testi. Saussure fissa una serie di princìpi che influenzeranno in larga misura la ricerca successiva. Pone infatti l'accento sul concetto di lingua come "sistema", regolato da leggi proprie e comune a una collettività di parlanti; alla langue, intesa in questa accezione, si contrappone la parole, come atto creativo e individuale.
Anche Roman Jakobson (1896-1984) ha sottolineato le caratteristiche peculiari della comunicazione artistica, o estetica: essa si basa sulla funzione poetica del linguaggio, distinta, per la specificità dei suoi fini, da una funzione puramente pratica, propria delle altre forme della comunicazione. Un'ampia trattazione di questi problemi si trova nei Principi della comunicazione letteraria (1976) di Maria Corti (1915-2002), che, con D'Arco Silvio Avalle (1920-2002) e Cesare Segre (nato nel 1928) rappresenta una delle personalità di maggiore spicco fra quelle che, provenendo dagli studi filologici, si sono accostate ai procedimenti della critica semiologica. Un discorso a parte merita l'attività di Umberto Eco (1932-2016), che ha fatto della semiologia il campo privilegiato dei suoi interessi teorici: dalla Struttura assente. Introduzione alla ricerca semiologica (1968), in cui polemizzava contro i fondamenti ontologici e assoluti dello strutturalismo formalistico, fino alla proposta, su basi teoriche e pragmatiche, di un Trattato di semiotica generale (1975), in cui, accanto al nome di Saussure, viene ripresa la lezione di un altro fondatore della semiologia, lo statunitense Charles Sanders Peirce (1839-1914). Attento ai problemi estetici, a partire da Opera aperta (1962), il pensiero di Eco si è da ultimo precisato nei Limiti dell'interpretazione (1990). Tra gli altri aspetti che contraddistinguono la semiologia è il riferimento delle forme dei codici letterari ai contesti socio-culturali e socio-antropologici; suggerimenti in questo senso sono giunti dalla critica sovietica, a partire da Jurij Lotman (1922-1993) e da Michail Bachtin (1895-1975), studioso del carnevale e dei suoi rapporti con il romanzo, del quale si può considerare il maggiore teorico.
Un altro filone, solo a volte separato, è quello degli autori "prestati" alla critica, dove spiccano alcuni nomi di particolare sensibilità, includendo Eugenio Montale, Andrea Zanzotto, Italo Calvino, Giovanni Raboni o Pier Paolo Pasolini, così come bisogna segnalare un caso "opposto" di critici preparati che hanno dato prova di sensibilità artistica (da Cesare Cases a Claudio Magris, da Sergio Solmi a Franco Fortini), oppure in modo meno sistematico e più militante, ma non per questo immune da profondità sparse, includere ancora Luciano Anceschi, Alfredo Giuliani, Angelo Guglielmi, Cesare Garboli, Carla Benedetti, Alfonso Berardinelli o Mario Lavagetto.
Semplificando si possono distinguere, tra gli orientamenti più essenziali della critica contemporanea:
- una critica semiologica,
- una critica sociologica,
- una critica psicoanalitica,
- una critica formalista,
- una critica linguistico-stilistica,
- una critica filologica e ecdotica,
- una critica mitica o archetipica o simbolica,
- una critica ermeneutica.

## Dove va oggi la critica?
Ogni cambiamento di approccio oscilla tra due poli fissi: porre al centro dell'esame critico il testo considerato come un fatto autonomo, oppure servirsi, per la sua interpretazione, di elementi esterni al testo: la storia, la società, la biografia dell'autore, ecc.
La prospettiva critica più feconda sembra, oggi, quella che tenta di conciliare la lettura delle strutture interne del testo con una lettura diacronica, cioè che prende in considerazione anche il tempo e la storia nel suo significato più ampio (storia della letteratura, della cultura, della società).
Al centro dell'analisi della critica contemporanea c'è l'opera con le sue strutture interne, ma anche la consapevolezza che, oltre l'intima struttura, c'è sempre un significato complessivo che conduce per forza oltre il testo.
Il critico si pone come un interlocutore del testo che agisce in senso conoscitivo. Qualunque siano gli strumenti specifici di cui si serve, ormai da tempo il critico non è più un recensore che dà giudizi estetici, ma uno specialista che cerca di conoscere il proprio oggetto nel modo più "scientifico" possibile.
Tuttavia, è evidente che la critica non può pretendere di essere una scienza basata su assiomi assoluti. I modi di conoscere del critico sono calati in un tempo preciso, e gli aspetti dell'opera che appaiono significativi possono cambiare a seconda del tempo che si vive.
La critica, in questa prospettiva, non sarebbe la scienza che conosce l'opera letteraria in sé, ma un discorso, attraverso la letteratura e le arti, sul tempo presente.
Si aprono così, come sintetizza Segre, due strade possibili e profondamente divergenti: da una parte l'assoluta fedeltà al testo, considerato - almeno in partenza - una realtà conoscibile oggettivamente; dall'altra l'assoluta libertà interpretativa, che "fa dire" al testo quello che il critico vede, vive e sente.
In ultima analisi, il problema di quali obiettivi debba porsi la critica si presenta legato a una questione, di nuovo, interamente filosofica: esiste una verità del testo che può essere conosciuta? A questa domanda, il critico Guido Guglielmi (1987-1994) rispondeva: "La verità sta nella ricerca della verità."